# Dermatemys mawii
Genre
Synonymes
- Chloremys Gray 1870
- Limnochelone Werner 1901

Espèce
Synonymes
- Emys berardii Duméril & Bibron in Duméril & Duméril 1851
- Dermatemys abnormis Cope 1868
- Dermatemys salvinii Gray 1870
- Limnochelone micrura Werner 1901

Statut de conservation UICN

 CR A2abd+4d : 
En danger critique
Statut CITES
Dermatemys mawii, unique représentant du genre Dermatemys, est une espèce de tortue de la famille des Chelidae.

## Répartition
Cette espèce se rencontre :
- au Belize ;
- au Guatemala ;
- au Mexique, dans les États de Veracruz, de Tabasco, du Chiapas, de Campeche et de Quintana Roo.

Sa présence est incertaine au Honduras.

## Description
Dermatemys mawii est une tortue aquatique et nocturne qui vit dans les grandes rivières et lacs.. Elle atteint 65 cm et 20 kg. Sa carapace est généralement gris sombre ou presque noire, alors que le plastron présente une couleur crème.
Pendant la période de reproduction, (de septembre à novembre), la femelle dépose grâce aux pluies d'automne, et aux crues qui s'ensuivent, de 6 à 20 œufs dans des bras d'eau qu'elle ne pourrait pas atteindre en temps normal.
Bien que protégée par les lois locales, elle a fait l'objet, ainsi que ses œufs, d'une chasse excessive qui l'a placée sur la liste des espèces en danger critique d'extinction établie par l'UICN.

## Publication originale
- Gray, 1847 : Description of a new genus of Emydae. Proceedings of the Zoological Society of London, vol. 15, p. 55–56 (texte intégral).